# Castrato

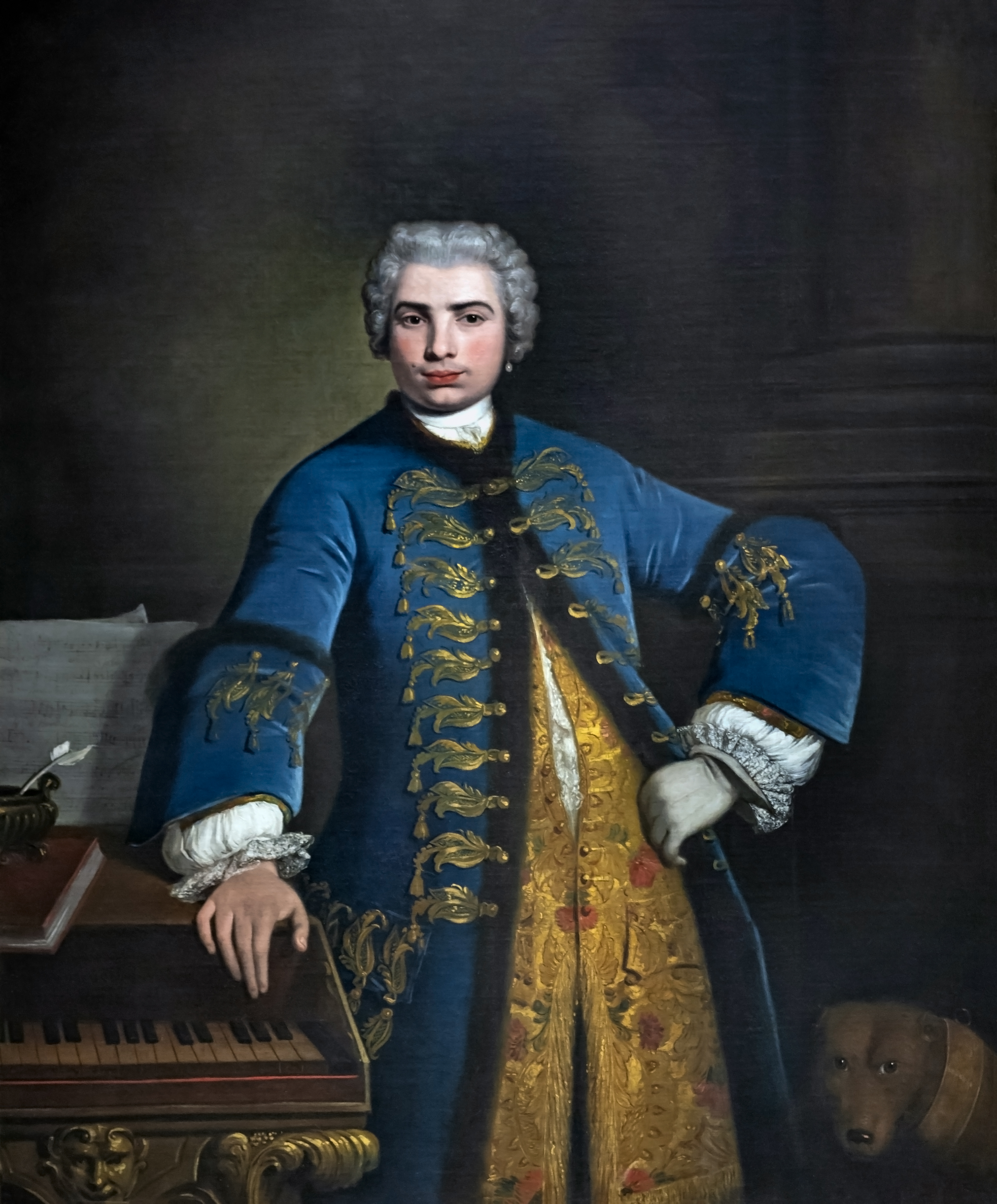
Farinelli, famoso castrato del.

Castrato (del italiano castrato, 'castrado'; castrati en plural) es la denominación que se utiliza para referirse al cantante sometido de niño a una castración para conservar su voz aguda. El término tradicional español (hoy en desuso) referido a estos cantantes era capón. Actualmente se emplea la voz italiana.
La castración consistía en la destrucción o ablación del tejido testicular sin que, por lo general, se llegara a cortar el pene. Mediante esta intervención  traumática se conseguía que los niños, que ya habían demostrado tener especiales dotes para el canto, mantuvieran de adultos una tesitura aguda y fuera capaces de interpretar voces características de papeles femeninos. De este modo se lograba aunar la aguda voz infantil, considerada tierna y emocional, con las cualidades de un intérprete adulto que un niño difícilmente podía igualar: mayor potencia pulmonar, pleno dominio de la voz y la sabiduría propia de la edad.

## Historia

### Precedentes
La práctica de la castración de niños cantores existía desde la creación del Imperio romano de Oriente; en Constantinopla hacia el 400 d. C., la emperatriz romana consorte de Oriente Elia Eudoxia tenía un coro cuyo maestro era un eunuco, lo que podría haber dado lugar al establecimiento de la creación y uso de castrati en coros bizantinos. Hacia el siglo IX, los cantores eunucos eran bien conocidos (por lo menos en la Basílica de Santa Sofía), y así permanecieron hasta el saqueo de Constantinopla por las fuerzas occidentales de la Cuarta Cruzada en 1204, a partir de entonces, la práctica de cantores eunucos desapareció.
Su destino desde entonces hasta su reaparición en Italia después de trescientos años no está claro. Parece probable que la tradición española de los sopranos falsetistas puede haber ocultado a los castrati. Gran parte de España estaba bajo gobierno musulmán durante la Edad Media, y en la tradición cultural del Cercano Oriente la castración tenía una larga historia. Típicamente, los eunucos eran empleados como "guardias" del harén, pero fueron también valorados como políticos de alto nivel, ya que no podían iniciar una dinastía que pusiera en peligro.

### Reaparición
Su reaparición como castrati se sitúa a principios del siglo XVI. La primera aparición de la frase soprano maschio (soprano masculino), que también podría significar falsetista, se produjo en el texto Due Dialoghi della Musica, de Luigi Dentini, un sacerdote oratoriano, publicado en Roma en 1553. El 9 de noviembre de 1555 el cardenal Hipólito II d'Este (famoso por ser el constructor de la Villa d'Este en Tivoli), escribió a Guglielmo Gonzaga, duque de Mantua (1538-1587), que ha oído que estaba interesado en su cantoretti francesi, y ofreciéndole enviarle dos, para que pudiera elegir uno para su propio servicio. Este es un término poco común, pero probablemente es lo mismo que castrati.
En torno a 1550, aparecieron los primeros documentos claramente referentes a cantantes castrados en Roma y Ferrara. El hermano del cardenal, Alfonso II d'Este, duque de Ferrara, fue otro inicial entusiasta, interesándose por los castrati en 1556. De hecho, Paulo IV (papa entre 1555 y 1559) prohibió la presencia de cantantes casados en la Capilla Pontificia, lo que habría propiciado que los falsetistas comenzaran a ser sustituidos por castrati. Parece claro que había castrati en el coro de la Capilla Sixtina en 1558, aunque no con ese nombre: el 27 de abril de ese año, Hernando Bustamante, español de Palencia, fue admitido (los primeros castrati llamados así que entraron en el coro sixtino fueron Pietro Paolo Folignato y Girolamo Rossini, admitidos en 1599). De hecho, la castración con fines musicales se practicaba casi exclusivamente en Italia, aunque pudo originarse en España y se realizaba raramente en los estados más meridionales de Alemania. En 1574 había castrati en la capilla de la corte ducal en Múnich, donde el Kapellmeister (director musical) fue el famoso Orlando di Lasso. 
En 1589, por la bula Cum pro nostri temporali munere, el papa Sixto V reorganizó el coro de la Basílica de San Pedro, específicamente para incluir castrati. Así, los castrati vinieron a suplantar a los niños (cuyas voces se estropeaban después de solo unos pocos años) y los falsetistas (cuyas voces eran más débiles y menos fiables). Las mujeres fueron prohibidas en el coro por el dictamen paulino mulieres en ecclesiis taceant ('las mujeres deben guardar silencio en la iglesia', véase Corintios I, capítulo 14, v 34).

### Popularización
Los castrati tuvieron una gran popularidad y llegaron a cobrar enormes cantidades de dinero por sus actuaciones. Según la leyenda, acrecentada por la película Farinelli (1994) y considerada sin ninguna base científica por la mayoría de las opiniones médicas actuales, gozaban de gran popularidad entre algunas damas de la época, ya que, si mantenían relaciones sexuales con ellos, no corrían el riesgo de quedar embarazadas.
Algunas objeciones modernas a la existencia de castrati en Europa podrían centrarse en los medios por los cuales la preparación de los futuros cantantes podrían conducir a una muerte prematura. Para evitar que el niño experimentara el dolor intenso de la castración, a muchos se les administraban dosis letales de opio o de algún otro narcótico, o morían por estrangulamiento, al presionarles la arteria carótida en el cuello con la  intención de hacerlos caer inconscientes durante el procedimiento de castración.
La formación de los castrati era rigurosa. El régimen de una escuela de canto en Roma (hacia 1700) consistía en una hora de cantar piezas difíciles e incómodas, una hora practicando trinos, una hora en ejercicio adornado passaggi, una hora de ejercicios de canto en presencia de su maestro y delante de un espejo a fin de evitar movimientos innecesarios del cuerpo o muecas faciales, y una hora de estudio literario, todo ello, además, antes del almuerzo. 
Después de media hora, se dedicaba a la teoría musical, otra a la escritura de contrapunto, una hora copiando lo mismo al dictado, y otra hora de estudio literario. Durante el resto del día, los jóvenes castrati tenían que encontrar tiempo para practicar en el clave, y para componer música vocal, ya sea sacra o secular dependiendo de su inclinación.
En las décadas de 1720 y 1730, en el apogeo de la moda de estas voces, se ha estimado que más de 4.000 niños fueron castrados cada año al servicio del arte. Muchos provenían de hogares pobres y fueron castrados por sus padres con la esperanza de que su hijo pudiera tener éxito y sacarles de la pobreza (como en el caso de Senesino). Hay, sin embargo, registros de algunos jóvenes que solicitaron ser operados para preservar su voz (por ejemplo, Caffarelli).
Los castrati aunaban en su voz la ternura de un niño y la potencia y fuerza de un adulto. Fueron voces muy codiciadas y aplaudidas. Uno de los más famosos fue Carlo Broschi Farinelli.

### Declive
En el siglo XIX, los cambios en los gustos operísticos y en las actitudes sociales fueron el final de los castrati. El último grande fue Giovanni Battista Velluti (1781-1861), quien realizó la última función de ópera escrita para un castrato, El cruzado en Egipto de Giacomo Meyerbeer (Venecia, 1824). Poco después sus voces fueron reemplazadas en la escena operística por voces femeninas, más suaves y delicadas, además de preferirse como protagonistas para los papeles masculinos virtuosísticos a los tenores, siendo el primero de esta categoría el francés Gilbert-Louis Duprez. 
Después de la unificación de Italia en 1861, la castración con fines musicales se hizo ilegal (el nuevo Estado italiano había adoptado un código jurídico francés que prohibía la práctica). En 1878, el papa León XIII prohibió la contratación de nuevos castrati por parte de la iglesia: solo en la Capilla Sixtina y en algunas otras basílicas papales de Roma se permitió a los castrati quedarse. Una foto del coro de la Capilla Sixtina tomada en 1898 muestra que para entonces solo quedaban seis (además del Perpetuo Direttore, Domenico Mustafà), y en 1902 una sentencia del Papa León estableció que ningún castrato más sería admitido. El fin oficial de los castrati llegó el día de Santa Cecilia, 22 de noviembre de 1903, cuando el nuevo Papa, Pío X, emitió un motu proprio, titulado Tra le Sollecitudini, en el que establecía el uso de niños en los papeles empleados para los castrati.
El último castrato sixtino fue Alessandro Moreschi, único que pudo realizar grabaciones musicales en solitario. Se retiró en marzo de 1913 y murió en 1922.

## Castrati famosos
Algunos de los castrati más conocidos fueron:
- Baldassare Ferri (1610–1680)
- Giovanni Francesco Grossi Siface (1653–1697)
- Matteo Sassano Matteuccio (1667–1737)
- Nicolo Grimaldi Nicolini (1673–1732)
- Antonio Bernacchi (1685–1756)
- Francesco Bernardi Senesino (c. 1685–c. 1759)
- Carlo Broschi Farinelli (1705–1782)
- Giovanni Carestini (1705–1760)
- Gaetano Majorano Caffarelli (1710–1783)
- Gioacchino Conti Gizziello (1714–1761)
- Giovanni Manzuoli (1720–1782)
- Gaetano Guadagni (1725–1792)
- Gasparo Pacchiarotti (1740–1821)
- Luigi Marchesi (1754–1829)
- Girolamo Crescentini (1762–1848)
- Giambattista Stracciavelutti Velluti (1781–1861)
- Domenico Mustafà (1829–1912)
- Giovanni Cesari (1843-1904)
- Domenico Salvatori (1855–1909)
- Alessandro Moreschi (1858–1922)